# Pudink
Pudink (též puding, z anglického pudding) je sladký zákusek, který se připravuje z mléka, cukru a pudinkového prášku (který se skládá hlavně ze škrobu). Škrob se používá buď bramborový nebo kukuřičný. Nejkvalitnější pudinky jsou ty, které obsahují pouze kukuřičný škrob.[zdroj?] Jelikož pudink neobsahuje lepek, je vhodný pro bezlepkovou dietu.
Při obvyklém postupu přípravy se v polovině studeného mléka rozmíchá pudinkový prášek a cukr. Druhá polovina mléka se přivede k varu, za stálého míchání se přilije studené mléko s pudinkem, opět se vše přivede k varu a vaří cca 1–2 minuty.
Existuje také tzv. puding bez vaření, který se nevaří, ale pudinkový prášek se pouze vyšlehá s mlékem a může se konzumovat.
Nejčastějšími příchutěmi pudinku jsou vanilkový a kakaový, existuje ale také jahodový, banánový, třešňový, mandlový nebo karamelový.
Teplý pudink se ihned lije na talíře nebo do formiček. Pudink se může servírovat samostatně – vyklopený na talířek a pokrytý třeba šlehačkou a ovocem. Často se také kombinuje s piškoty, likérem, sirupem nebo se z něj dělá krém do dortů. Dokonce existuje i vánoční cukroví, do kterého se přidává pudinkový prášek.

## Anglický puding

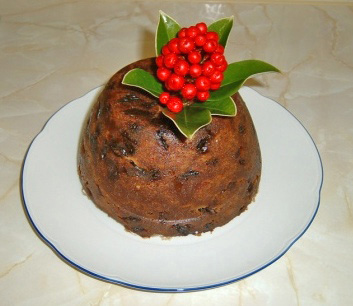
Anglický vánoční pudink

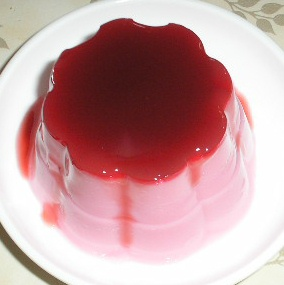
Malinový pudink

V Anglii má slovo "puding" stejný význam jako v Česku dezert. Může být sladký či slaný a může být v podobě koláče, dortu či krému.
Nejtypičtější anglickou vánoční pochoutkou je typický anglický vánoční puding. Ten se od českého výrazně liší, je nejčastěji vyrobený z oříšků, hrozinek, rumu, vajec, strouhanky, cukru, citronů a švestek. Podává se s koňakem nebo punčem. Puding se polévá vanilkovou polevou (anglicky Custard). Puding se vyrábí dlouho před Vánocemi a je velmi trvanlivý.

## Vývoj
Název pudink pochází z francouzského slova boudin, což znamená jelito nebo párek a je odvozeno z latinského botullus, tedy jelito či klobása. Původně byl jako pudink označován masný výrobek polotuhé konzistence naditý ve střívku, dosud je součástí tradiční anglické, irské i skotské snídaně (full breakfast) white pudding (klobása podobná jitrnici, bez krve) a black pudding (obdoba jelita s krví). Black pudding byl oblíbeným jídlem anglického krále Jindřicha VIII. Z této tradice také vychází skotský pokrm haggis nebo steak and kidney pudding z ledvinek a mletého hovězího masa. Odlišným, ale také slaným pokrmem je yorkshirský pudink, druh svítku z vajec, mouky, mléka a hovězího loje, který se peče v troubě a podává jako tradiční příloha k rostbífu. Podobá se mu židovský kugel: těstoviny nebo brambory zapečené s vejcem a upravené na slano i na sladko.
Mimo britské ostrovy však pudink představuje zpravidla sladké jídlo. K jeho rozšíření po světě přispěl vynález instantního pudinkového prášku, který ušetřil dlouhé a pracné míchání surovin ve vodní lázni. Podle místních podmínek se může vyrábět také z rýže, manioku nebo kokosového mléka. Pudink zahuštěný krupicí se nazývá flameri. Slaný pudink je mimo britské ostrovy pokrm z vajec, mletého masa, ryby či zeleniny a sněhu z bílků, vařený v páře. Pro lehkou stravitelnost se někdy uplatňuje v léčebných dietách.